# David Grace
David Grace (Leeds, 5 de mayo de 1985) es un jugador de snooker inglés.

## Biografía
Nació en la ciudad inglesa de Leeds en 1985. Es jugador profesional de snooker desde 2008. Antes, había ganado el English Amateur Championship tanto en 2005 como en 2008. No se ha proclamado, aun así, campeón de ningún torneo de ranking, y su mayor logro hasta la fecha fue alcanzar las semifinales en dos ocasiones, a saber: las del Campeonato del Reino Unido de 2015, en las que cayó (4-6) contra Liang Wenbo, y las del Abierto de Irlanda del Norte de 2020, en las que se vio superado (2-6) por Judd Trump. Tampoco ha logrado hilar ninguna tacada máxima, y la más alta de su carrera está en 139.